# 白髭神社 (宇都宮市)
白髭神社（しらひげじんじゃ）は、栃木県宇都宮市白沢町にある神社である。旧社格は村社。猿田彦命を祀る。また、白沢の名前の起源とも云われている。

## 祭神
- 猿田彦命

## 白沢梵天祭り
白沢梵天祭り（しらさわぼんてんまつり）は11月23日に行われる秋の例大祭で、五穀豊穣、家内安全を願って「梵天」を神社に奉納する祭りである。梵天の房が付けられた長い竹竿を祭りの衣装をまとった若者が担ぎ、掛け声と供に白沢宿を周り、最後に神社に奉納する。うつのみや商工会の紹介ページでは、白沢宿まつりと記載されている。

## 白沢彫刻屋台
白沢彫刻屋台（しらさわちょうこくやたい）は江戸時代に作られた宇都宮市の文化財である。白沢南彫刻屋台と白沢甲部彫刻屋台と2台あり、黒漆塗（くろうるしぬり）彩色（さいしき）彫刻屋台である白沢南彫刻屋台は、大型の鹿沼屋台の特徴を持っており、文化13年（1816年）から文政3年（1820年）にかけて、鹿沼市麻苧（あさう）町で白木屋台として制作され、その後、塗屋台となったものである。明治6年（1873年）に白沢南で購入後に正面柱、外欄間、内外障子に白木彫刻を追加している。彩色彫刻は、その塗りの状況などから何代かに分けて制作されたものと思われ、鬼板（屋根両頂上端の彫物）には獅子、懸魚（げぎょ）（鬼板の下の屋根彫物）には大きな牡丹（ぼたん）など、多くの彫刻が施されているが、なかでも、脇障子に施された鉄線（てっせん）花かの透かし彫りは、日光東照宮の諸彫刻と同レベルの完成度であると評価されている。また、高欄（手すり・欄干）下は鯱（しゃち）と水龍で、欄間などは小桜の技法を生かした花鳥彫りとなっている。外車式の黒漆塗彩色彫刻屋台である白沢甲部屋台は、板組や彫刻の墨書から、天保4（1833年）年前後に製作されている。多くの彫刻が施されているが、鬼板と懸魚には獅子、正面飾柱には龍の彫刻が施されている。これらの目には玉眼（ぎょくがん）が用いられており、これは珍しい用例であるといわれている。また、全部で12枚の外障子・内障子には、12支の彫り物が施されており、この屋台の特徴にもなっている。これらの屋台を11月23日に行われる秋の例大祭で白沢梵天祭りに代わって５年に一度だけ巡行し、屋台内では白沢囃子が演奏される。

## 奥州街道白沢宿七福神
白沢内に7カ所ある七福神のうち大黒天が祀られている。

## 所在地
- 栃木県宇都宮市白沢町1868-2